# Штефан, Райнер
Райнер Эрнст Штефан (нем. Rainer Ernst Stephan; род. 17 февраля 1943, Хемниц) — восточногерманский хоккеист на траве, вратарь. Участник летних Олимпийских игр 1964 и 1968 годов.

## Биография
Райнер Штефан родился 17 февраля 1943 года в немецком городе Хемниц.
Играл в хоккей на траве за «Мотор» из Йены. В его составе по пять раз становился чемпионом ГДР по хоккею на траве (1962—1963, 1965—1967) и по индорхоккею (1961—1962, 1964—1966).
В 1962 году дебютировал в сборной ГДР. 
Участвовал в отборочной серии из четырёх матчей против хоккеистов ФРГ, по итогам которой определилось, какая из команд будет выступать под маркой ОГК.
В 1964 году вошёл в состав сборной ОГК по хоккею на траве на летних Олимпийских играх в Токио, занявшей 5-е место. Играл на позиции вратаря, провёл 9 матчей.
В 1968 году вошёл в состав сборной ГДР по хоккею на траве на летних Олимпийских играх в Мехико, занявшей 11-е место. Играл на позиции вратаря, провёл 2 матча.
В 1962—1972 годах провёл за сборную ГДР 63 матча.